# 니혼자카 터널 화재
니혼자카 터널 화재 사고(일본어: 日本坂トンネル火災事故)는 1979년 7월 11일 도메이 고속도로의 니혼자카 터널(ja:日本坂トンネル)에서 발생한 화재 사고이다.

## 개요
1979년 7월 11일 18시 40분 도메이 고속도로 니혼자카 터널 하행(현재는 상행 오른쪽 루트) 터널내에서 승용차 2대와 유지를 쌓은 트럭 4대가 관련되는 추돌 사고가 일어났다.
직전에 전방에서 사고가 일어나 터널내에서 사고 정체가 발생하고 있었지만 이것을 깨달은 대형 트럭 A가 급브레이크를 걸었다. 하지만 후속의 강재 10톤을 쌓은 대형 트럭 B가 전방 부주의로 피하지 않고 A에 추돌하였다. 이 대형 트럭 B에 승용차 닛산자동차의 써니가 추돌하였고 뒤를 달리고 있던 승용차 세드릭은 추돌한 3대를 왼쪽으로 피해 대형 트럭 B의 측면에 접촉하여 정차하였다. 승용차의 뒤를 달리고 있던 합성 수지 적재인 대형 트럭 C는 어떻게든 정차했지만, 이것에 송지를 쌓은 대형 트럭 D가 시속 100킬로로 추돌했다. D에 의해서 대형 트럭 C는 앞으로 밀려 나왔다. 써니는 대형 트럭 C에 밀려 대형 트럭 B의 하부에 차체 전체가 들어가 버렸으며 세드릭은 차체 후부를 C에 받혀 새어나온 가솔린이 발화하였다. 상기의 다중 충돌로 대형 트럭 B와 D의 운전기사, 써니의 2명이 즉사하였으며 세드릭의 3명이 탈출하지 못하고 화재로 사망하였다. 아울러 7명이 사망하고 2명이 부상했다.
합성 수지나 송지라고 하는 가연성이 강한 적재물도 화근이 되어 화염은 터널내에서 앞을 메운 후속차에 차례로 번졌다. 터널은 스프링클러나 배연 장치 등 당시 최신의 소화 설비를 갖추고 있었지만, 화재의 기세가 너무 강해 도움이 되지 않았다. 사망자 이외의 운전자나 동승자들은 전원 무사히 대피할 수 있었지만, 진화까지 65시간을 필요로 하여 173대의 자동차가 소실된 대화재가 되었다.
화재시 매스컴 각사의 취재진은 시즈오카구에 집중하여 취재를 시도했지만, 풍향의 관계로 시즈오카구로부터의 배연이 계속되고 있어 터널안에 진입할 수 없었다. 그러나 시즈오카 방송의 카메라맨(하마오카 원자력 발전소 취재에서 돌아오는 길)이나 시즈오카 다이이치 텔레비전(같은 해 7월 1일 개국)의 카메라맨이 야이즈구로부터의 취재를 감행하여 터널내에 진입해 화재 직후의 귀중한 영상을 납입했다. 그 영상으로부터 판명된 것은 화재의 영향으로 조명이 사라졌기 때문에 터널내는 어두운 곳이었던 일, 스프링클러가 전혀 도움이 되지 않았던 것, 불에 탄 터널 내장, 그리고 외부로부터의 방수가 없는 가운데 열심히 소화 활동을 실시하고 있던 소방대원의 모습이었다(시즈오카측은 취재진과 같이 입구 부근에서 금족).

## 사고의 영향·그 후의 대책
당초는 곧바로 진화되어 복구할 수 있다고 생각되고 있었다. 하지만 불기운이 너무 강해 소화를 거의 하지 못하고, 며칠에도 화재는 계속되었다. 진화되었을 무렵 터널내의 콘크리트는 무너져 철골이 드러나는(불에 탄 트럭의 하나에 쌓아 둔 참치가 모두 불타고 뼈만 남을 정도였다) 등 과거 최대급의 피해가 차례차례로 밝혀져 갔다. 도카이도의 대동맥인 도메이 고속도로가 1주간 정도 통행금지가 되어 7월 18일에 상행선을 이용한 대면 통행으로 가개통했지만, 완전한 복구는 사고로부터 60일 후의 9월 9일이 되었다. 이 영향으로 시즈오카현내의 국도 1호등의 병행 도로나 당시 전노선 개통하지 않았던 주오 자동차도의 미개통 구간 병행 도로에서는 대정체가 발생했다. 그 때문에 신선식품의 가격 상승이 염려되었다(실제로 대폭적인 가격 상승은 없었다).
또한 이 화재에 수반하여 대정체가 발생했기 때문에 고라쿠엔 구장에서 개최될 예정이었던 프로야구의 닛폰햄 파이터스 대 난카이 호크스전은 난카이 구단의 선수 유니폼이나 야구 도구를 적재한 트럭의 도착이 대폭 지연되면서 시합 중지를 피할 수 없게 되었다는 사건도 있었다.
또한 이 사고에 의해 터널내 방재 설비의 중요성이 재인식되었다. 사고 후의 대책으로 소화 설비가 개량되어 터널내의 속도 제한(70km/h·현재는 80km/h)과 차선 변경을 금지(현재는 해제) 했다. 또한 사고 발생시 터널 입구에서의 진입 금지 표시를 무시하고 진입한 차량이 많아 사고 규모를 키운 것으로 인해 터널 입구에는 터널내 진입 금지를 알리는 신호기나 터널 내정보표시기의 설치 등이 실시되어 현재에도 운전자에 대해 주의하도록(듯이) 호소하고 있다.

## 같이 보기
- 사사고 터널 (도로)
- 모란디 교